# Hippach
Hippach é um município da Áustria, situado no distrito de Schwaz, no estado do Tirol. Tem 39,36 km² de área e sua população em 2019 foi estimada em 1.475 habitantes.